# حسین المهدی
حسین حمید المهدی (۲۶ سپتامبر ۱۹۸۲) بازیگر کویتی است. او دارای مدرک بازیگری و کارگردانی از مؤسسهٔ عالی هنرهای نمایشی است. به عنوان کارگردان در تلویزیون کویت کار کرد و تعدادی برنامه را در آنجا کارگردانی نمود. اولین حضور او در عرصه بازیگری از طریق جشنواره‌های تئاتر بود، سپس در سال ۲۰۰۸ با بازی در سریال «الفطین» به تلویزیون روی آورد. با توجه به محبوبیتی که این سریال در آن زمان در منطقهٔ عربی خلیج فارس به دست آورد، توجه‌ها به نقش حسین المهدی و استعدادش جلب شد. پس از آن، فعالیت او بین تئاتر و تلویزیون ادامه یافت. حسین المهدی فعالیت خود را در تئاتر در سال ۲۰۰۷ با نمایش «شران شرون» آغاز کرد و با وجود ورود به دنیای بازیگری تلویزیون، به کار در تئاتر ادامه داد و تاکنون به اجرای نمایش‌های مختلف می‌پردازد. در سینما، او در یک فیلم، «میدان جنگ» (۲۰۱۱) شرکت کرده است.

## زندگی و پیشه
حسین حمید احمد المهدی در ۲۶ سپتامبر ۱۹۸۲ در کویت‌شهر زاده شد.او دارای مدرک بازیگری و کارگردانی از مؤسسهٔ عالی هنرهای نمایشی است.پس از فارغ‌التحصیلی از این مؤسسه، او به عنوان کارگردان در تلویزیون کویت مشغول به کار شد و چندین برنامه از جمله «شباب کیو ۸» را کارگردانی کرد.
حسین المهدی در سال ۲۰۰۷ فعالیت بازیگری خود را در تئاتر با شرکت در نمایش «شران شرون» به همراه داوود حسین و مونا شداد آغاز کرد. در سال ۲۰۰۸، او حرفه بازیگری واقعی خود را از طریق سریال «الفطین» آغاز کرد، علاوه بر این، در نمایش «قرقیعان» به همراه داوود حسین و احمد السلمان شرکت داشت. حسین المهدی در سال ۲۰۰۹ وارد عرصهٔ برنامه شد و در برنامهٔ «دی تیوب» به همراه داوود حسین و لمعیاء طارق و همچنین در سریال‌های «موزه و لوزه» و «ام البنات» و همچنین نمایش «خیابان عشق» حضور یافت.
در سال ۲۰۱۰ در آثار بسیاری شرکت کرد، از تلویزیون و تئاتر گرفته تا تراژدی و کمدی. برجسته‌ترین این آثار علاوه بر نمایشنامه «دار و دستهٔ عزوز»، «نور در آسمان صاف»، «کریمو»، «ملاقات‌کنندگان خمیس» و «نگهبان شب» بودند. حسین المهدی در سال ۲۰۱۱ علاوه بر حضور در سریال‌های «هر روز یک داستان»، «فرصت دوباره»، «عشق گاهی کافی نیست» و «عشق غیرممکن» و همچنین برنامه «اخبار سیب‌زمینی»، در نمایش‌های «قصه عشق» و «بازگشت شیزبونه» نیز شرکت کرد. در سال ۲۰۱۲، تنها یک حضور هنری در نمایش «قلعهٔ جادوگر» داشت. حسین المهدی در سال ۲۰۱۳ علاوه بر نمایش «تارزان»، در سریال‌های «حلال و حرام» و «خانه، خانهٔ پدرمان است» نیز حضور یافت.
در سینما، او در فیلم «میدان جنگ» (۲۰۱۱)، با بازی فاطمه الطباخ و عبدالرضا بن سالم شرکت کرد. از سال ۲۰۱۴ در سریال‌ها و نمایش‌های تلویزیونی متعددی از جمله «دوستان همیشگی»، «ثریا» و «اوراق گذشته» ظاهر شده است. در سال ۲۰۱۵، او نمایش «شاهزاده خانم فروز» را در کنار سریال «مادرمان بوی بهشت می‌دهد» ارائه کرد. سپس، در سال ۲۰۱۶، در سریال‌های «نیت‌ها»، «پروندهٔ ویژه» و «بین خویشاوندان» شرکت کرد. در سال ۲۰۱۷، او علاوه بر سریال‌های «سرمهٔ سیاه، قلب سفید»، «هر بار این‌طور بود»، «کالوس»، «خاطرات هرگز نمی‌میرند» و «سرزمین‌هایت خسته‌اند»، در نمایش «رمز عبور: جرقه» نیز شرکت کرد. در سال ۲۰۱۸، او به همراه حیات الفهد در سریال «با سهمی از قلم» و همچنین سریال‌های «عبرت خیابان»، «بلوک غشمره» و «آخرین زمستان» بازی کرد. در سال ۲۰۱۹، او در سریال تلویزیونی «دستهٔ قاهره» به عنوان بازیگر مهمان ظاهر شد و در سریال تلویزیونی «الدیرفه» و نمایش «الصلاجه» شرکت کرد.
در سال ۲۰۲۰، او در سریال «جنه هلی» و در سال ۲۰۲۱، در سریال‌های «باران تابستان» و «من دیگر دوستت دارم»، نمایش‌های «سوپرمارکت» و «قحفیه، غطره و عقال» و سریال «ناموس» بازی کرد. در سال ۲۰۲۲، او در سریال‌های «آسمان‌خراش»، «بازگشت عمه‌ام»، سریال «قفس» و نمایش «داستان بازی» شرکت کرد. در سال ۲۰۲۳، او در نمایش‌های «دنیای روبلوکس»، «اتاق سیزده» و سریال «معامله» شرکت کرد. او همچنین در فصل درام ماه رمضان در سریال «یاسین عبدالمالک» بازی کرد.

## جوایز
حسین المهدی جوایز متعددی را از آن خود کرده است، از جمله جایزهٔ بهترین بازیگر نقش اول مرد در جشنوارهٔ روزهای تئاتر جوانان برای بازی در نمایش «گودال» در سال ۲۰۰۸ و جایزهٔ بهترین بازیگر مرد در جشنواره فیلم کوتاه لس‌آنجلس برای بازی در فیلم «میدان جنگ» در سال ۲۰۱۱.